# Charles Gordon Edwards

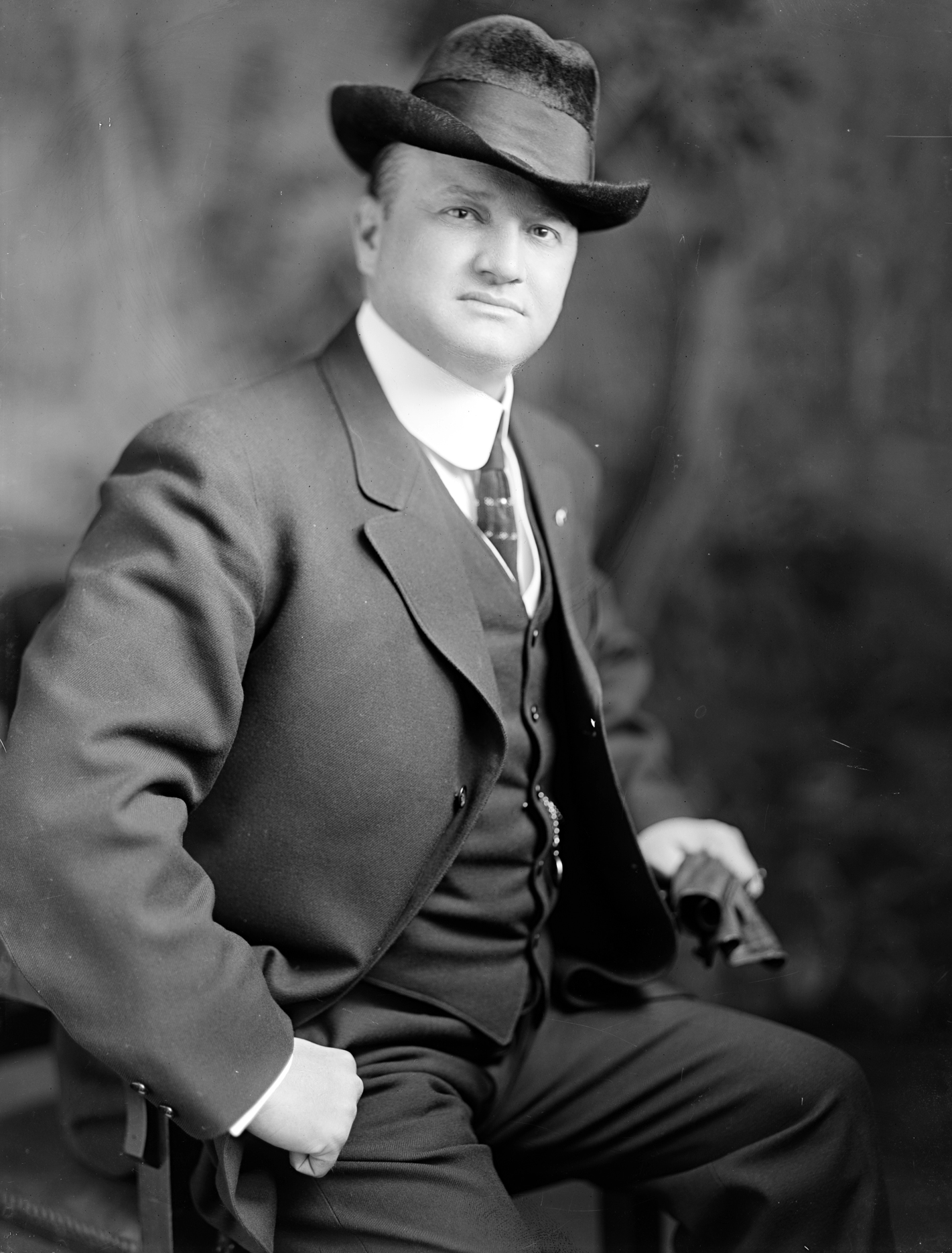
Charles Gordon Edwards

Charles Gordon Edwards (* 2. Juli 1878 in Daisy, Evans County, Georgia; † 13. Juli 1931 in Atlanta, Georgia) war ein US-amerikanischer Politiker. Zwischen 1907 und 1931 vertrat er zwei Mal den Bundesstaat Georgia im US-Repräsentantenhaus.

## Werdegang
Charles Edwards besuchte die öffentlichen Schulen seiner Heimat einschließlich des Gordon Institute in Barnesville. Danach absolvierte er das Florida State College in Lake City. Nach einem anschließenden Jurastudium an der University of Georgia in Athens und seiner im Jahr 1898 erfolgten Zulassung als Rechtsanwalt begann er in Reidsville in seinem neuen Beruf zu arbeiten. Im Jahr 1900 verlegte er seinen Wohnsitz und seine Anwaltskanzlei nach Savannah. Dort wurde er auch in der Landwirtschaft tätig. Zwischen 1902 und 1904 war Edwards Mitglied in der Miliz der Stadt Savannah, in der er es bis zum Leutnant brachte.
Politisch war Edwards Mitglied der Demokratischen Partei. Bei den Kongresswahlen des Jahres 1906 wurde er im ersten Wahlbezirk von Georgia in das US-Repräsentantenhaus in Washington, D.C. gewählt, wo er am 4. März 1907 die Nachfolge von James W. Overstreet antrat. Nach vier Wiederwahlen konnte er bis zum 3. März 1917 fünf Legislaturperioden im Kongress absolvieren. Dort wurden im Jahr 1913 der 16. und der 17. Verfassungszusatz beraten und verabschiedet. Dabei ging es um das Bundeseinkommenssteuergesetz und die Direktwahl der US-Senatoren.
1916 verzichtete Edwards auf eine erneute Kandidatur für den Kongress. In den folgenden Jahren praktizierte er wieder als Anwalt in Savannah. In den Jahren 1919 und 1920 war er Präsident des Handelsausschusses dieser Stadt. Außerdem war er Kurator des Southern Methodist College in McRae. Zwischen 1920 und 1924 war Edwards Mitglied der Hafenkommission seiner Heimatstadt. Bei den Wahlen des Jahres 1924 kehrte Charles Edwards auf die bundespolitische Bühne zurück, indem er erneut im ersten Distrikt von Georgia in den Kongress gewählt wurde. Dort löste er am 4. März 1925 Robert Lee Moore ab. Nach drei Wiederwahlen konnte er bis zu seinem Tod am 13. Juli 1931 im US-Repräsentantenhaus verbleiben. Seit 1929 wurde auch die Arbeit des Kongresses durch die Weltwirtschaftskrise überschattet. Charles Edwards starb an einem Herzanfall und wurde in Savannah beigesetzt. Nach einer Nachwahl fiel sein Abgeordnetenmandat an Homer C. Parker.